# Ethan Aguigui
Ethan Mikquin Tomapa Aguigui (ur. 5 marca 1993) – guamski zapaśnik walczący w obu stylach. Zajął 27. miejsce na mistrzostwach świata w 2017 roku. 
Dziewięciokrotny medalista mistrzostw Oceanii w latach 2013 – 2024.